# Dietmar Noss
Dietmar Noss (* 4. Juni 1965 in Neunkirchen (Saar)) ist ein deutscher Regisseur, Autor und Produzent.

## Leben
1988 begann Dietmar Noss als Regie- und Produktionsassistent in verschiedenen Projekten beim Saarländischen Rundfunk, SWF und Sat.1 zu arbeiten. Es folgten zahlreiche Fernsehbeiträge für Kultur- und Satiremagazine.
Von 1993 bis 2001 produzierte er als Autor und Regisseur die Sachgeschichten des Saarländischen Rundfunks für die Kindersendung Sendung mit der Maus.
1993 gründete Dietmar Noss die Noss tv+filmproduktion. Schwerpunkte sind hier TV-Dokumentationen und TV-Werbespots.
Er führte 2001 Regie beim TV-Film König der  Winde, in dem Karl Dall die Hauptrolle spielte, und begleitete für den Dokumentarfilm GSG 9 – die Spezialeinheit (2002) ein Jahr lang die Antiterror-Einheit der Bundespolizei.

## Filmografie (Auswahl)
- 1992 	Mutterherz Kurzfilm
- 1993 	Die Sendung mit der Maus Kindersendung
- 1994 	Die Sendung mit der Maus Kindersendung
- 1996 	MAUS OLEUM – 25 Jahre Sendung mit der Maus Dokumentarfilm
- 1997 	Die Sendung mit der Maus Kindersendung
- 1997 	Making of – Die Rättin Reportage
- 1998 	Die Sendung mit der Maus Kindersendung
- 1998 	Kaliber .45 – Schneller schießen als John Wayne Dokumentarfilm
- 1999 	Die Sendung mit der Maus Kindersendung
- 2000 	Die Boxbude Dokumentarfilm
- 2000 	Die Sendung mit der Maus Kindersendung
- 2001 	Die Sendung mit der Maus Kindersendung
- 2001 	König der  Winde TV-Film
- 2002 	GSG9 – Die Spezialeinheit Dokumentarfilm
- 2003 	Sky Marshals Dokumentarfilm
- 2004 	Weiber im Revier Dokumentarfilm
- 2005 	Die großen Kriminalfälle – Tod im Taxi Doku (Reihe)